# Nobuhisa Isono
Nobuhisa Isono (磯野 修久 Isono Nobuhisa?,  nacido el 8 de enero de 1974 en Gunma) es un exfutbolista japonés. Jugaba de centrocampista y su último club fue el Mito HollyHock de Japón.

## Trayectoria

### Clubes
| Club             | País  | Año         |
| ---------------- | ----- | ----------- |
| Yokohama Marinos | Japón | 1992 - 1994 |
| Mito HollyHock   | Japón | 1995 - 2000 |

## Palmarés

### Títulos nacionales
| Título             | Club             | País  | Año  |
| ------------------ | ---------------- | ----- | ---- |
| Copa del Emperador | Yokohama Marinos | Japón | 1992 |